# Etain Dorsa
Gli Etain Dorsa sono una struttura geologica della superficie di Venere.